# Mikšova jáma

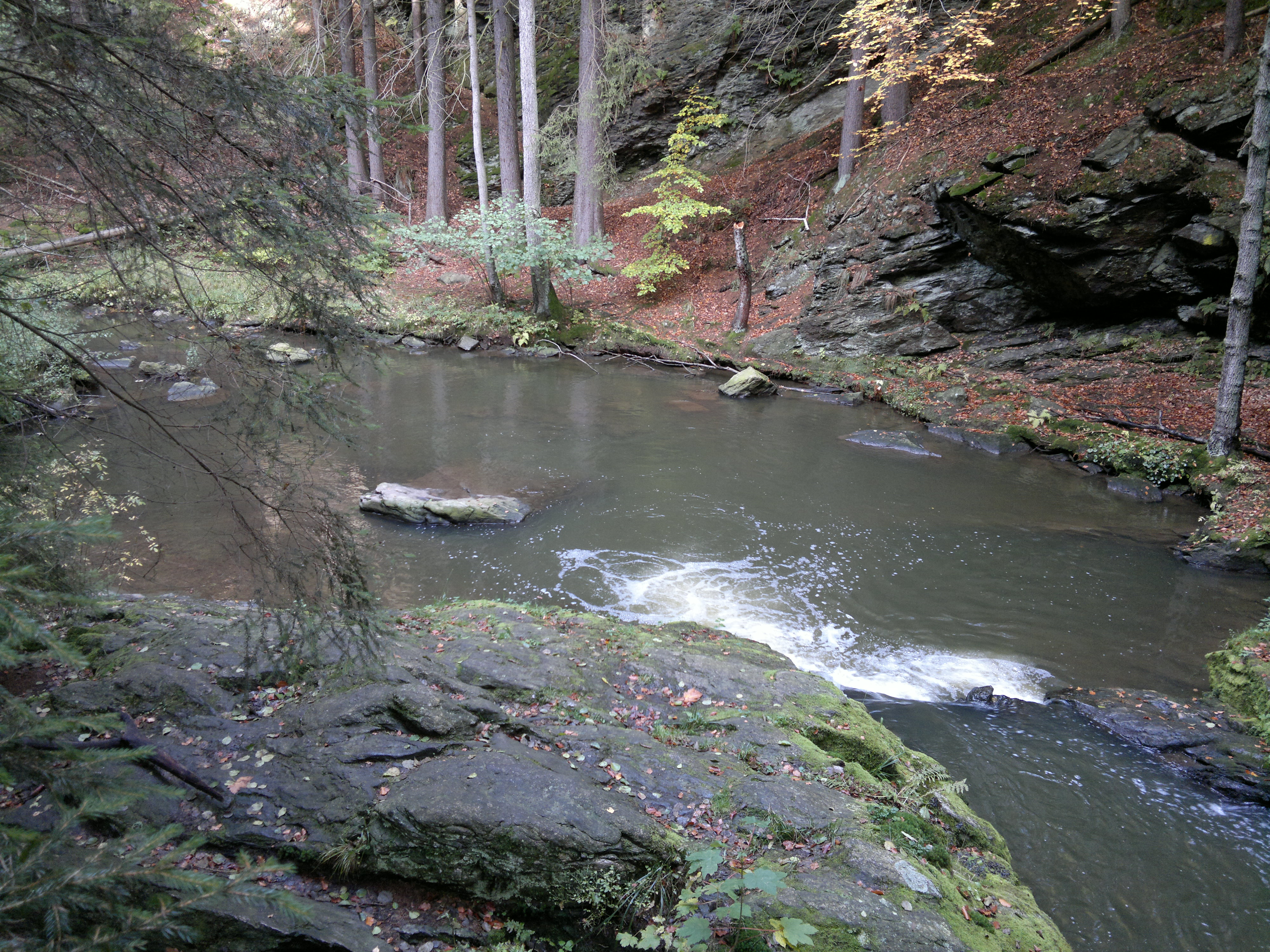
Mikšova jáma

Mikšova jáma je hluboká tůň nacházející se na řece Doubravě v Údolí Doubravy. Pověst vypráví, že se jedná o propadlou jeskyni, kde měl uschovány své poklady a nakonec byl i pohřben loupeživý rytíř Mikeš, jehož hrad Sokolov byl dobyt Janem Kokotem ze Sobíňova.